# Andrew Young
Andrew Jackson Young Jr. (Nueva Orleans, 12 de marzo de 1932) es un político, diplomático y activista estadounidense. Comenzando su carrera como pastor, fue uno de los primeros líderes en el movimiento por los derechos civiles, se desempeñó como director ejecutivo de la Conferencia de Liderazgo Cristiano del Sur (SCLC, por sus siglas en inglés) y fue un confidente cercano de Martin Luther King Jr. Se convirtió en congresista por el estado de Georgia, luego embajador de los Estados Unidos ante las Naciones Unidas y, finalmente, alcalde de Atlanta.

## Biografía

### Primeros años
Nació el 12 de marzo de 1932 en Nueva Orleans (Luisiana), hijo de Daisy Young, maestra de escuela, y Andrew Jackson Young Sr., dentista. Se graduó de la Universidad Howard y obtuvo su licenciatura en divinidad en el Seminario de Hartford en Hartford (Connecticut), en 1955.

### Carrera temprana
En 1955 aceptó un pastorado en la Iglesia Congregacional Bethany en Thomasville (Georgia). En 1957, se mudó a la ciudad de Nueva York cuando aceptó un trabajo en la División de Jóvenes del Consejo Nacional de Iglesias. Mientras estaba en Nueva York, apareció regularmente en Look Up and Live, un programa de televisión semanal los domingos por la mañana en CBS, producido por el Consejo Nacional de Iglesias en un esfuerzo por llegar a la juventud secular. Fue pastor de la Iglesia Congregacional de Evergreen en Beachton (Georgia) entre 1957 y 1959. En 1960, se unió a la Conferencia de Liderazgo Cristiano del Sur.

### Cámara de Representantes
En 1970, se postuló como para la Cámara de Representantes de los Estados Unidos como candidato demócrata, pero no tuvo éxito. Después de su derrota, el Reverendo Fred C. Bennette Jr. lo presentó a Murray M. Silver, un abogado de Atlanta, quien se desempeñó como su jefe de finanzas de campaña. Participó en elecciones de nuevo en 1972 y ganó. Posteriormente fue reelegido en 1974 y en 1976. Durante sus más de cuatro años en el Congreso, fue miembro del Caucus Negro y participó en varios debates sobre relaciones internacionales, incluida la decisión de dejar de apoyar los intentos portugueses para aferrarse a sus colonias en el sur de África. También formó parte del poderoso Comité de Reglas y del Comité de Desarrollo Urbano y Bancario. Se opuso a la guerra de Vietnam.

### Embajador ante Naciones Unidas

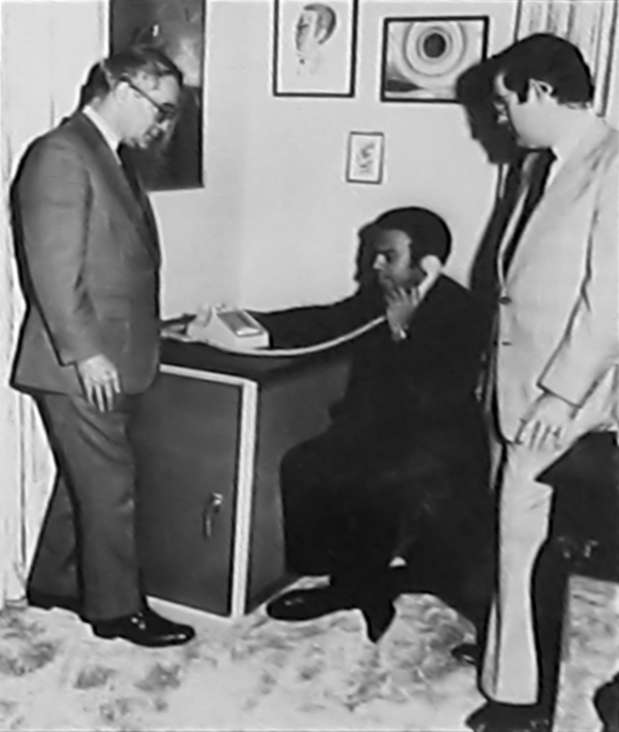
El embajador Young, llamando desde la ciudad de Nueva York a través de un teléfono seguro STU-I durante las conversaciones de paz entre Egipto e Israel.

En 1977, el presidente Jimmy Carter lo designó embajador de los Estados Unidos ante las Naciones Unidas. Young fue el primer afroestadounidense en ocupar el cargo. Fue presidente del Consejo de Seguridad de las Naciones Unidas durante los meses de marzo de 1977, abril de 1978 y agosto de 1979.
Aunque Estados Unidos y la ONU promulgaron un embargo de armas contra Sudáfrica, como embajador vetó las sanciones económicas.
Causó controversia cuando, durante una entrevista en julio de 1978 con el periódico francés Le Matin de Paris, mientras discutía sobre la Unión Soviética y su tratamiento de los disidentes políticos, dijo: «Todavía tenemos cientos de personas que clasificaría como presos políticos en nuestras cárceles», en referencia a los manifestantes encarcelados de los derechos civiles y contra la guerra de Vietnam. En respuesta, el congresista Larry McDonald (demócrata) patrocinó una resolución para acusar a Young, pero la medida falló 293 a 82. Carter se refirió en una conferencia de prensa a las palabras del embajador como una «declaración desafortunada».
En 1979, jugó un papel importante en el avance del establecimiento de la República de Rodesia con Robert Mugabe y Joshua Nkomo, quienes habían sido dos de los líderes militares en la guerra civil de Rodesia, que terminó en 1979. Las acciones abrieron el camino para que Mugabe tomara el poder como primer ministro de la recién formada república de Zimbabue. Hubo elecciones generales en 1979, que llevaron al obispo Abel Muzorewa al poder como líder del Consejo Nacional Africano Unido que condujo al país de corta duración Zimbabue Rodesia. Young se negó a aceptar los resultados de las elecciones y describió la elección como «neofascista», un sentimiento que se hizo eco de las resoluciones 445 y 448 del Consejo de Seguridad de las Naciones Unidas. La situación se resolvió el año siguiente con el Acuerdo de Lancaster House y el establecimiento de Zimbabue. La preferencia de Mugabe y Nkomo por parte de Young sobre Muzorewa y su predecesor y aliado, Ian Douglas Smith, fue controversial. Muchos activistas afroamericanos, incluidos Jesse Jackson y Coretta Scott King, apoyaron el anticolonialismo representado por Mugabe y Nkomo.
En julio de 1979, descubrió que un próximo informe de la División de los Derechos de los Palestinos de las Naciones Unidas exigía la creación de un Estado palestino. Young quería retrasar el informe porque la presidencia de Carter se ocupaba de demasiados otros problemas en ese momento. Se reunió con representantes de la ONU de varios países árabes para tratar de convencerlos de que el informe debería retrasarse. Estuvieron de acuerdo en principio, pero insistieron en que la Organización de Liberación de Palestina (OLP) también tenía que estar de acuerdo. Como resultado, el 20 de julio, Young se reunió con Zuhdi Labib Terzi, el representante de la OLP ante la ONU, en el departamento del embajador de Kuwait ante las Naciones Unidas. El 10 de agosto, la noticia de esta reunión se hizo pública cuando el Mossad filtró su transcripción de la reunión adquirida ilegalmente, primero al primer ministro israelí Menachem Begin, y luego a través de su oficina a Newsweek. La reunión fue muy controvertida, ya que Estados Unidos ya había prometido a Israel que no se reuniría directamente con la OLP hasta que la OLP reconociera el derecho a existir a Israel.
Young finalizó su cargo como embajador el 14 de agosto de 1979. El presidente Jimmy Carter negó cualquier complicidad en lo que se llamó Andy Young Affair, y le pidió a Young que renunciara.
Posteriormente se convirtió en profesor invitado frecuente en la Universidad Estatal de Míchigan.

### Alcalde de Atlanta
En 1981, se postuló para alcalde de Atlanta. Fue elegido con el 55 % de los votos, sucediendo a Maynard Jackson. Como alcalde, aportó 70.000 millones de dólares en nuevas inversiones privadas. Continuó y amplió los programas de su predecesor Jackson para incluir negocios pertenecientes a minorías y mujeres en todos los contratos de la ciudad. El Grupo de Trabajo de Educación del Alcalde estableció la Feria Universitaria Dream Jamboree que triplicó las becas universitarias otorgadas a los graduados de escuelas públicas de Atlanta. En 1985, participó en la renovación del zoológico de Atlanta, que pasó a llamarse Zoo Atlanta. Fue reelegido como alcalde en 1985 con más del 80 % de los votos.

### Años posteriores

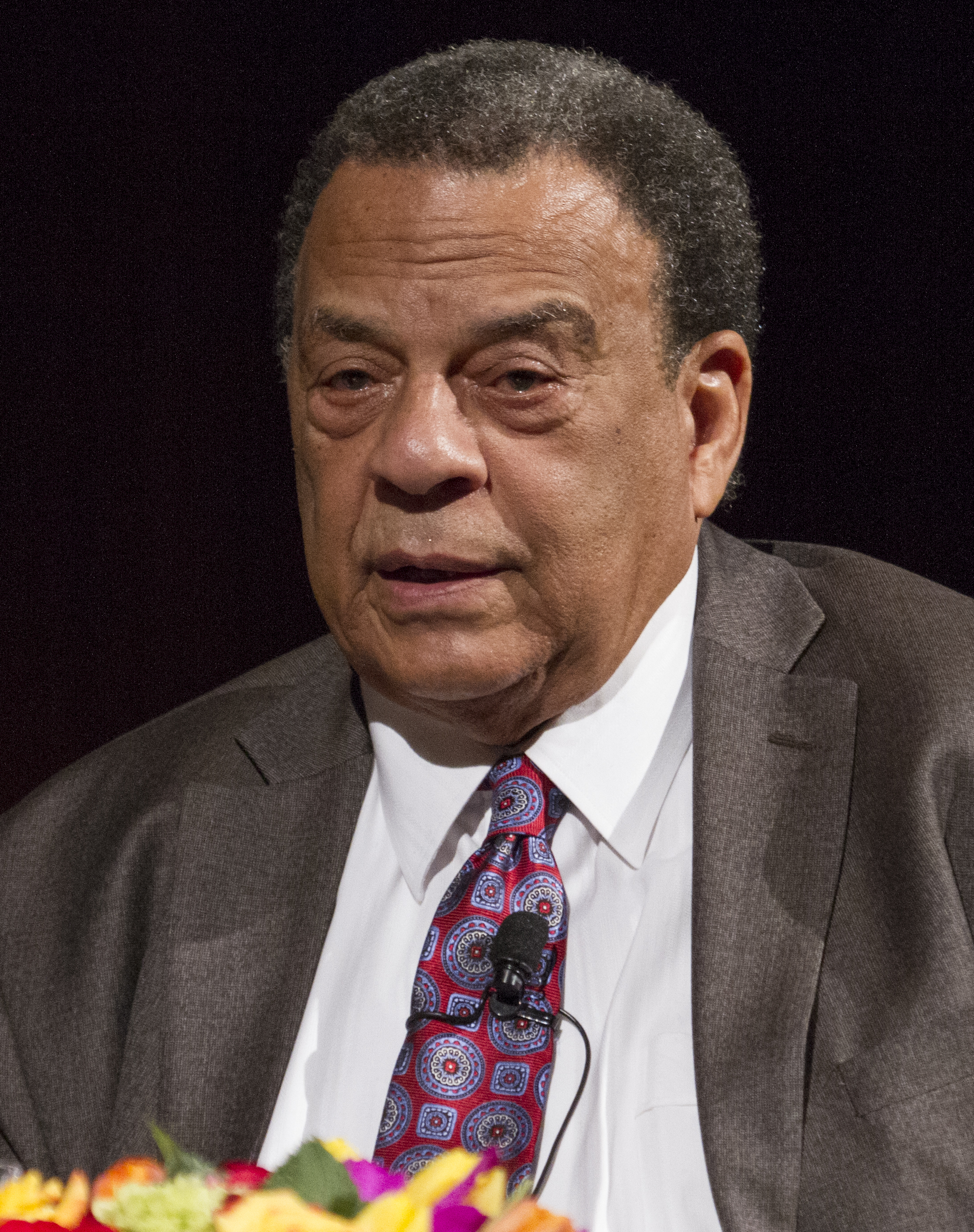
Andrew Young en 2013.

Después de dejar el cargo de alcalde a principios de 1990, se lanzó a la nominación demócrata para gobernador de Georgia en 1990. Participó en una primaria que incluía al teniente gobernador Zell Miller, el entonces senador estatal Roy Barnes y el exgobernador Lester Maddox. Si bien la primera encuesta lo colocaba ganador, perdió las primarias contra Miller, quien obtuvo el 40 % de los votos contra el 29 % de Young.
De 2000 a 2001, se desempeñó como presidente del Consejo Nacional de Iglesias.
En 2003, fundó la Fundación Andrew Young, destinada a apoyar y promover la educación, la salud, el liderazgo y los derechos humanos en los Estados Unidos, África y el Caribe.
En mayo de 2023 recibió el premio World Peace & Liberty Award que otorga la  World Jurist Association y la World Law Foundation.

## Publicaciones
- An Easy Burden: The Civil Rights Movement and the Transformation of America. (enero de 1998);
- A Way Out of No Way. (junio de 1996);
- Andrew Young and the Making of Modern Atlanta. Junto con Harvey Newman y Andrea Young (2016) Mercer University Press;
- Andrew Young at the United Nations. (enero de 1978);
- Andrew Young, Remembrance & Homage. (enero de 1978);
- The History of the Civil Rights Movement. (9 volúmenes) (septiembre de 1990);
- Trespassing Ghost: A Critical Study of Andrew Young. (enero de 1978);
- Walk in My Shoes: Conversations between a Civil Rights Legend and his Godson on the Journey Ahead with Kabir Sehgal. (mayo de 2010)  ISBN 978-0-230-62360-6;
- The Politician. (2010)